# Farol de Mãe Luíza
O Farol de Mãe Luiza, como é mais conhecido o Farol de Natal, é um equipamento de sinalização marítimo localizado na cidade brasileira de Natal, capital do estado do Rio Grande do Norte. É um dos monumentos que registram "aspectos da história da ocupação, povoamento e manutenção do território nacional", segundo o geógrafo Gustavo Baez.
É administrado pelo Serviço de Sinalização Náutica do Nordeste que, em 2017, realizou obras de revitalização do equipamento e este então voltou a receber visitação pública, reaberto às redes de ensino da cidade onde os militares enfatizam "sua importância para a segurança da navegação na costa potiguar, além de realizar uma breve explanação sobre a história do equipamento e a área em que está inserido".

## História
Em 1942, no contexto do Estado Novo, a Marinha noticiou que "procedeu-se a importante e inadiável construção, instalação e inauguração do rádio-farol de Natal".
A historiografia, contudo, registra sua inauguração como sendo em 1951.
"Localizado dentro da área urbana da cidade de Natal e em meio à comunidade tradicional de pescadores" foi erguido, assim como outros faróis do litoral nordestino, visando "a segurança da navegação naquele litoral recortado por arrecifes".